# Truncatoflabellum carinatum
Espèce
Statut CITES
Truncatoflabellum carinatum est une espèce de coraux appartenant à la famille des Flabellidae.